# Ермак (хоккейный клуб)
«Ермак» — молодёжная команда по хоккею с шайбой из Ангарска (Иркутская область). Основана в 1959 году. Выступает в НМХЛ. Домашняя арена — Дворец спорта «Ермак» вместимостью 6 900 человек.

## История
В 1959 году в Ангарск приехал выпускник Ленинградского института физической культуры имени П. Ф. Лесгафта Константин Логинов, приглашённый работать в коллектив физкультуры завкома-37 (Ангарский электролизный химический комбинат). Именно он стал инициатором создания в городе хоккейной команды, получив поддержку со стороны директора комбината В. Ф. Новокшёнова, заводского профкома и болельщиков.
Новая команда получила название «Труд», Логинов стал её играющим тренером. В своём первом сезоне (1959—1960 годы) команда Ангарска смогла выиграть зональные соревнования и занять второе место в первенстве РСФСР среди коллективов физической культуры (КФК), завоевав право играть в первенстве СССР класса «Б». По итогам сезона 1960/61 «Труд» занял третье место во второй подгруппе, а в следующем году закончил первенство уже на втором месте в своей подгруппе, заняв в финальных играх на первенство РСФСР 8-е место. Задача выйти на новый уровень потребовала усиления состава, в частности, новым играющим тренером стал Александр Афанасьев.
По результатам сезона 1963/64 ангарский «Труд» сумел занять 1-е место в 1-й зоне Первенства РСФСР среди команд класса «Б», опередив такие более известные и опытные команды как СКА (Новосибирск), «Торпедо» (Усть-Каменогорск) и «Шахтёр» (Прокопьевск), и был переведён в класс «А» первенства СССР. Растущая популярность «Труда» привела к строительству нового стадиона с искусственным льдом.
В классе «А» (II группа) ангарчане дебютировали 15 ноября 1964 года. Среди их соперников были «Сибирь» (Новосибирск), «Молот» (Пермь) и «Спартак» (Свердловск). По итогам сезона «Труд» занял высокое для новичка 6-е место в классе «А». Тренером команды был Револьд Леонов, мастер спорта СССР, в прошлом игрок московского «Динамо». В сезоне 1965/66 команда выступила не так удачно, заняв 11-е место, но уже в следующем сезоне вернулась на 6-е место.
В марте 1967 года ангарчане провели свои первые международные матчи, дважды сыграв дома с командой из города Готвальдов (Чехословакия). В первой встрече победа со счётом 4:2 досталась хозяевам, во второй игре с таким же счётом победили гости.
По итогам сезона 1968/69 ангарский «Труд» добился наилучшего результата за свою недлинную историю, поднявшись на 3-е место в восточной зоне первенства СССР. Сразу же за этим успехом последовала настоящая катастрофа. Из-за отсутствия финансирования «Труд» был вынужден сняться с розыгрыша первенства СССР, вернувшись в число участников первенства РСФСР среди КФК.
В 1973 году «Труд» занял 1-е место среди производственных коллективов в первенстве РСФСР и вновь принял участие в первенстве СССР, заняв 1-е место в зональном турнире среди команд класса «Б». Старшим тренером команды стал Юрий Белан, до этого являвшийся одним из ведущих игроков команды и её капитаном. По итогам сезона 1975/76 ангарчане выиграли зональные соревнования, а в сезоне 1977/78 не только повторили свой успех, но и стали чемпионами РСФСР.
В сезоне 1978/79 «Труд» уже играл в восточной зоне 2-й лиги класса «А», заняв всего лишь 12-е место. В том сезоне в составе ангарской команды дебютировали будущие мастера спорта Сергей Земченко, Андрей Земко, Андрей Овчинников и Юрий Дёмин. После гибели старшего тренера Юрия Белана команду возглавил Геннадий Казаков. Уже в середине сезона его заменил Михаил Савушкин.
Всего за 4 года в команде сменились 5 тренеров, считая Казакова и Савушкина. Во многом причиной тренерской чехарды были неудачные выступления команды, которая первые 5 лет во Второй лиге занимала места во второй половине турнирной таблицы. Перелом произошёл в сезоне 1984/85, когда ангарская команда под руководством своих бывших игроков А. Пулина и В. Калашникова смогла занять 4-е место в восточной зоне.
В дальнейшем ангарчане, которых возглавлял Станислав Гидрович, несколько раз пытались выйти сначала из Второй советской лиги, а после развала СССР победить в Первой российской лиге, но безуспешно. Причинами неудач были тяжёлое финансовое положение, отъезд лучших ангарских хоккеистов в другие команды, устаревшая спортивная база и отсутствие закрытого катка. В 1997 году профессиональный клуб, к тому времени уже переименованный в «Ермак», прекратил своё существование.
Уже в конце 1990-х годов начинается возрождение хоккея в Ангарске. Был организован турнир среди ветеранов «Золотая шайба», ставший ежегодным. В 2003 году для ледового стадиона «Ермак» была приобретена новая установка для искусственного льда, которая позволила бы пользоваться катком круглый год.
Так как в городе не было крытого катка, то городская администрация и депутаты местной думы решили реконструировать стадион «Ермак». В 2005 году была принята городская программа по возрождению хоккея в Ангарске, которая, в частности, предусматривала восстановление профессиональной хоккейной команды.
Первым президентом возрождённого «Ермака» стал глава администрации Ангарска Евгений Павлович Канухин, исполнительным директором — Юрий Евгеньевич Тимошатов, которого позднее сменил Александр Георгиевич Быков. Главным тренером стал воспитанник ангарского хоккея Михаил Николаевич Переяслов, старшим тренером — известный в городе тренер Сергей Александрович Жуков.
Основу новой команды составили воспитанники городского хоккея, в последние годы игравшие в других городах: Андрей Кучеренко, Роман Черников, Сергей Яппаров, Александр Черных и другие. В итоге создан костяк хоккейной команды мастеров, которая отстаивала честь города. Была подана заявка на участие в турнире Первой лиги дивизиона «Сибирь-Дальний Восток». В октябре 2005 года завершился первый этап реконструкции стадиона «Ермак», в эксплуатацию была сдана Малая арена Дворца спорта «Ермак» на 1000 зрителей.
В своём первом сезоне (2005/2006) «Ермак» выступил успешно для дебютанта, заняв третье место и пропустив вперёд только «Вымпел» из Междуреченска и «Иртыш» из Павлодара. В сезоне 2007/2008 годов «Ермак» играл уже в Высшей лиге чемпионата России, заняв последнее, 14-е, место в восточной зоне. В следующем сезоне команда выступила удачнее, заняв 8-е место в дивизионе «Восток» и выйдя в плей-офф, уступив в 1/16 финала Кубка «Братина» пермскому «Молоту-Прикамье». В 2010 году «Ермак» стал членом некоммерческого партнерства «Высшая хоккейная лига», в турнирах которого и стал выступать В октябре того же 2010 года была открыта Большая арена дворца спорта «Ермак», вмещающая 6900 зрителей.
До мая 2012 года «Ермак» был фарм-клубом команды КХЛ «Металлург» (Новокузнецк). В 2013 году было подписано соглашение о сотрудничестве с омским «Авангардом». Перед сезоном 2021/22 было подписано сотрудничество с «Металлургом» Магнитогорск.
В сезоне 2023/24 «Ермак» потерял профессиональный статус и перешёл в НМХЛ, в связи с тяжёлой финансовой ситуацией в клубе.

## Достижения
- Турнир памяти Безукладникова (1): 2013.
- Кубок Сириуса (1): 2017.
- Турнир на призы Министерства спорта Красноярского края памяти Валерия Харламова (1): 2018.
- Турнир, посвящённый Дню города Орска (2): 2011, 2012.
- Турнир в Тольятти 04-08 апреля (1): 2012.
- Турнир, посвященный Дню Победы в Тюмени (1): 2012.
- IV Традиционный Турнир «Кубок Николая Макарова» (1): 2013.
- Турнир «Кубок Победы» (1): 2013.
- Турнир в Уссурийске (1): 2013.
- Международный турнир к Дню Победы в Уссурийске (1): 2014.
- Кубок губернатора Оренбургской области (2): 2014, 2015.
- Кубок Третьяка (1): 2015.
- Рубиновый Кубок (1): 2016.
- Мемориал заслуженного тренера России Валерия Шилова (1): 2017.
- Кубок Владислава Третьяка среди клубных команд (1): 1995.
- Турнир памяти Н.В. Парышева (1): 2009.
- Турнир, посвящённый 275-летию города Орска (1): 2010.
- Кубок Третьяка (1): 2013.
- Турнир в Красноярске (1): 2013.
- Турнир на призы Евгения Давыдова (1): 2013.
- Турнир «Moscow Ice» (1): 2014.
- Турнир в Северске (1): 2014.
- Хоккейная сказка (1): 2014.
- Предсезонный турнир в Сочи (1): 2015.
- Renaissance Hockey Cup (1): 2019.

## Тренеры
- 1960—1964 — Логинов, Константин Константинович[8][9]
- 1964—1970 — Леонов, Револьд Александрович
- 1970—1973 — КФК
- 1973—1978 — Белан, Юрий Иванович (погиб в автокатастрофе 9 августа 1978[10])
- 1978—1979 — Казаков, Геннадий Андреевич
- 1979—1981 — Савушкин, Михаил Иванович
- 1981—1982 — Пулин, Анатолий Витальевич
- 1982—1984 — Стройнюк, Виктор Михайлович
- 1984—1986 — Пулин, Анатолий Витальевич
- 1989—1997 — Гидрович, Станислав Иванович[11]
- 2005—2007 — Переяслов, Михаил Николаевич
- 2007—2008 — Коневский, Сергей Николаевич
- 2008—2009 — Качалов, Юрий Алексеевич
- 2008—2010 — Николаев, Игорь Юрьевич
- август — декабрь 2010 — Кривокрасов, Сергей Владимирович
- 15 декабря 2010 — 29 сентября 2011 — Лаухин, Виктор Сергеевич
- 29 сентября 2011 — апрель 2013 — Ждахин, Алексей Геннадьевич
- 25 апреля 2013 — 17 января 2014 — Комаров, Михаил Анатольевич
- 17 января — 19 октября 2014 — Лаухин, Виктор Сергеевич
- 21 октября — 17 декабря 2014 — Галкин, Евгений Владимирович
- 17 декабря 2014 (и. о.) — 2016 — Аскаров, Марат Рафкатович
- 22 октября — 15 декабря 2016 — Исаков, Алексей Геннадьевич
- 15 декабря 2016 — 20 февраля 2017 — Жилинский, Игорь Валентинович
- 20 февраля 2017 — 29 сентября 2018 — Аскаров, Марат Рафкатович
- 29 сентября — 20 октября 2018 — Романов, Дмитрий Алексеевич
- 20 октября — 14 декабря 2018 — Днепровский, Олег Викторович
- 14 декабря 2018 — 25 августа 2019 — Болякин, Олег Владимирович
- 25 августа — 11 октября 2019 — Крамаренко, Дмитрий Александрович
- 11 октября 2019 — 2020 — Кирдяшов, Андрей Павлович
- 26 июня 2020 — 8 декабря 2021 — Соловьёв, Виталий Евгеньевич
- 8 декабря 2021 — 6 октября 2022 — Чубыкин, Сергей Николаевич
- 6 октября — 3 декабря 2022 — Зиновьев, Евгений Александрович
- 3 декабря 2022 — 2023 — Чубыкин, Сергей Николаевич

МХК «Ермак»
- июль — 19 декабря 2023 — Громилин, Владимир Владимирович
- декабрь 2023 — 7 января 2025 — Столяренко, Николай Евгеньевич
- 7 января 2025 — Чубыкин, Сергей Николаевич

## Воспитанники клуба
- Башкиров, Андрей Валерьевич
- Гусев, Максим Евгеньевич
- Земченко, Сергей Владиленович
- Злов, Юрий Владимирович
- Кривченков, Алексей Васильевич
- Попов, Александр Александрович
- Счастливый, Пётр Васильевич
- Татаринов Михаил Владимирович
- Шулаков, Виталий Юрьевич
- Кривокрасов Сергей Владимирович
- Калетник, Владислав Вадимович
- Воронков, Дмитрий Сергеевич

## Домашняя арена
Арена Ермак — один из крупнейших ледовых дворцов на территории Восточной Сибири, включающий в себя 2 крытых хоккейных катка:
- Большая арена (вместимость — 6900 зрителей);
- Малая арена (вместимость — 1000 зрителей).